# Андерсон, Ричард Херон
Ри́чард Хе́рон А́ндерсон (англ. Richard Heron Anderson; 7 октября 1821 года, Стейтберг, Южная Каролина — 26 июня 1879 года, Бьюфорт, Южная Каролина) — кадровый офицер армии США, участник мексиканской войны. Генерал армии Конфедерации в годы американской Гражданской Войны.

## Ранние годы
Ричард Х. Андерсон родился в Борохаус в холмистом районе Хайхиллз-оф-Сэнти возле города Стейтберг (округ Самтер штата Южная Каролина).
Он был сыном доктора Уильяма Уоллеса Андерсона и его жены Мэри Джейн Маккензи. Он приходился внуком герою американской революции Ричарду Андерсону, в честь которого и был назван.
Андерсон поступил в военную академию Вест-Пойнт и окончил её 40-м из 56-ти кадетов выпуска 1842 года. Он был временно назначен вторым лейтенантом в 1-й драгунский полк.
Для практики в 1842 году он служил в кавалерийской школе в Карлайле (Пенсильвания). В 1843 году он был направлен на Запад, вначале в Литл-Рок (Арканзас), а затем в форты Гибсон и Вашита, находившиеся на индейской территории, для несения гарнизонной службы.
16 июля 1844 года Андерсон получил постоянное звание второго лейтенанта и с 1844 по 1845 год служил в форте Джесуп, в Луизиане. Затем его полк участвовал в экспедиции по военной оккупации Техаса (1845).
Во время мексиканской войны, в марте 1847 года Андерсон участвовал в осаде Веракруса, 19 августа — в сражении при Контерасе. За храбрость, проявленную 20 августа в бою близ Сан-Агустина, он получил временное звание первого лейтенанта. 8 сентября принимал участие в сражении при Молино-дел-Рей, а 12—14 сентября — в сражении за Мехико. После Мехико, 13 июля 1848 года, Андерсон получил постоянное звание первого лейтенанта 2-го драгунского полка. Он вернулся в Карлайл, где пребывал в течение 1849 и 1850 года, затем снова был призван на службу до 1852 года.
Затем служил в некоторых техасских укреплениях, в том числе в форте Грэхам в 1852, форте Маккаветт с 1853—1854, в Сан-Антонио в 1854 и снова в форте Маккаветт в 1855.
3 марта 1855 года он получил звание капитана и с 1855 до 1856 служил в форте Рилей в Канзасе. Он служил в Канзасе во время так называемых «пограничных проблем» в 1856 и 1857.
Участвовал в Ютской войне в 1858 и 1859 годах, а с 1859 по 1861 год служил в форте Киарни.

## Гражданская война
После сецессии Андерсон решил служить своему штату и делу Конфедерации, поэтому 3 марта 1861 года уволился из рядов армии США и поступил на службу в армию Конфедерации. Он был назначен полковником 1-го Южнокаролинского регулярного полка. Командовал районом Чарльстонской гавани после взятия форта Самтер в апреле. 19 июля был повышен до бригадного генерала и переведён в Пенсаколу (Флорида), где был ранен 9 октября в сражении у острова Санта-Роза.
В феврале 1862 года, после выздоровления, Андерсон вступил в Потомакскую армию, позже превращенную в Северовирджинскую армию, в качестве командира бригады. Эта бригада состояла из 4-х пехотных полков и одной батареи:
- 4-й Южнокаролинский пехотный батальон, май. Чарльз Мэттисон
- 5-й Южнокаролинский пехотный полк, полк. Джон Гилс
- 6-й Южнокаролинский пехотный полк,
- Снайпера Пальметто
- Фокирская батарея (вирдж.), кап. Роберт Стриблинг

Он хорошо проявил себя в сражении при Уильямсберге в мае, в сражении при Севен-Пайнс и в Семидневной битве. Во время сражения при Глэндейле он временно принял командование дивизией генерала Джеймса Лонгстрита. За выдающиеся заслуги в сражениях на Полуострове 14 июля 1862 года он был повышен до генерал-майора и получил в командование 2-ю дивизию I-го корпуса генерала Лонгстрита. Во время Северовирджинской кампании его дивизия насчитывала 6 117 человек и состояла из трёх бригад:
- бригада Льюиса Армистеда (6 вирджинских полков)
- бригада Вильяма Махоуна (4 вирджинские полка)
- бригада Эмброуза Райта (3 джорджианских + 1 алабамский полк)

Во втором сражении при Булл-Ран в августе 1862 года, Андерсон предпринял атаку, которая опрокинула федеральные войска и обратила их в бегство.
В ходе Мэрилендской кампании дивизия участвовала в осаде Харперс-Ферри. Северовирджинская армия в это время концентрировалась у Шарпсберга, и Андерсон вышел из Харперс-Ферри вечером 16 сентября, за ночь добрался до Шарпсберга и в 07:00 перешёл Потомак. Его люди не успели отдохнуть или поесть, как в 10:00 генерал Ли велел им отправиться в центр позиций и поддержать дивизию Дэниеля Хилла.
Таким образом в сражении при Энтитеме в сентябре 1862 года Андерсон оказался в центре обороны армии Конфедерации. Когда северяне оттеснили дивизию Дэниэля Хилла с позиций у «Санкен-Роуд», именно дивизия Андерсона смогла на какое-то время остановить их наступление. Генерал был ранен в бедро и покинул поле боя, сдав командование Роджеру Приору. После его ухода дивизия попала под фланговый удар и отступила с позиций. В декабре, в сражении при Фредериксберге, его дивизия задействована не была.
Весной 1863 года дивизия Андерсона состояла из …. человек в пяти бригадах:
1. Бригада Кадмуса Уилкокса, 5 алабамских полков
2. Бригада Эмброуза Райта, 4 джорджианских полка
3. Бригада Вильяма Махоуна, 5 вирджинских полков
4. Бригада Кэрнота Посей, 4 миссиссипских полка
5. Бригада Эдварда Перри 3 флоридских полка
6. Артбатальон Джона Гарнетта

В сражении при Чанселорсвилле в мае 1863 его дивизия действовала отдельно от корпуса Лонгстрита, который был отправлен осаждать Саффолк. Когда Джексон атаковал правый фланг армии Хукера, Андерсон поддерживал его атаками на левый фланг. 3 мая, когда 6-й федеральный корпус генерала Седжвика вышел в тыл Северовирджинской армии, дивизии Андерсона и Мак-Лоуза были переброшены, чтобы остановить его.
После гибели Джексона (10 мая) Ли реорганизовал армию, создав новый корпус. Андерсон вполне подходил на роль командира корпуса, и все же новым командиром был назначен Эмброуз Хилл.

### Геттисберг
Перед Геттисбергом дивизия Андерсона насчитывала 7130 человек и состояла из пяти бригад:
- Бригада Кадмуса Уилкокса, 5 алабамских полков
- Бригада Вильяма Махоуна, 5 вирджинских полков
- Бригада Эмброуза Райта, 3 джорджианских полка + 1 батальон
- Бригада Дэвида Лэнга, 3 флоридских полка
- Бригада Кэрнота Посей, 4 миссисипских полка

14 июня его дивизия снялась с позиций под Фредериксбергом; 16 июня пришла в Калпепер, 19-го — во Фронт-Рояль, 21-го — в Берривилл, 23-го — в Шефердстаун, 24 июня перешла Потомак (где её, похоже, заметила федеральная сигнальная станция на мэрилендских высотах), 25 июня пришла в Хагерстаун, а 27 июня встала лагерем в Файетвилле, где и простояла до 1 июля.

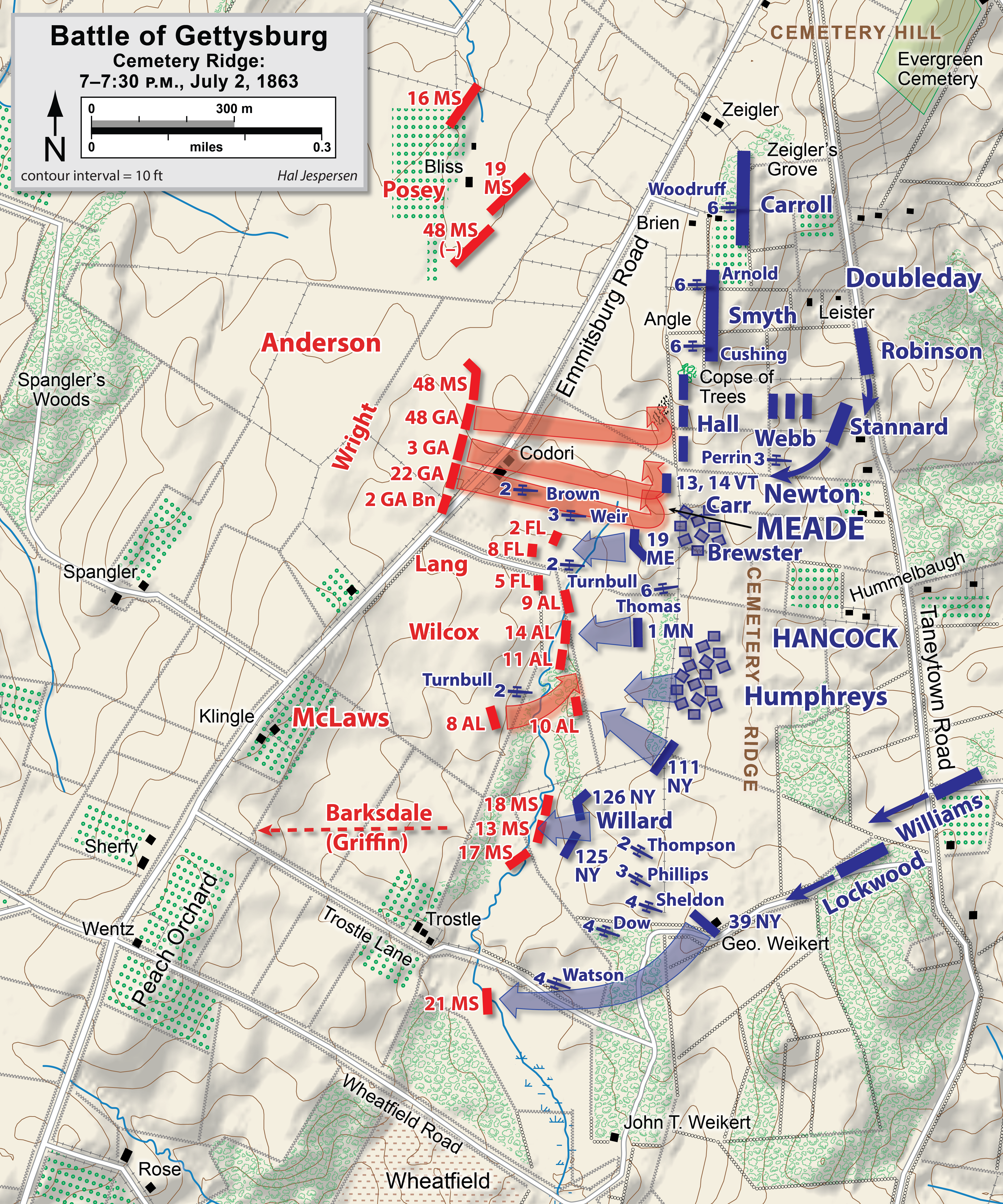
Атака Андерсона на Кладбищенский хребет.

Во время битвы при Геттисберге дивизия Андерсона была третьей, из подходящих к городу с запада дивизий. Из-за этого она подошла поздно и в первых боях участия не принимала. Ли приказал Андерсону отдыхать и ждать второго дня сражения, что было явной тактической ошибкой. Если бы Андерсон атаковал Кладбищенский холм с запада, и если бы Юэлл одновременно атаковал с севера, оборона федеральной армии была бы сломана и сражение — и даже вся война — могла быть выиграна.
На второй день сражения дивизия Андерсона атаковала позиции северян в центре, вслед за атаками Худа и Мак-Лоуза на правый фланг. Правый фланг дивизии Андерсона успешно атаковал позиции III-го федерального корпуса (генерала Эндрю Хэмфриса) у Эммитсбергской дороги. В центре отряды Эмброуза Райта сломили оборону на Кладбищенском хребте, добившись большего успеха, чем дивизия Пикетта на следующий день. Однако, левый фланг дивизии не атаковал вовремя. Кэрнот Посей двигался медленно, а Уильям Махоун вообще не тронулся с Семинарского хребта.
Федеральные подкрепления ударили по частям Райта и отбросили его. Андерсона часто критикуют за командование в этот день. Он плохо контролировал свои бригады и его план атаковать всеми бригадами в линию не сработал. В атаке принимали участие 4 100 человек, из которых было потеряно 1565, почти 40 %. Лэнг потерял 300 человек из 700, Уилкокс — около 577, Райт — 688.
Только 3 июля бригады Андерсона под командованием Кадмуса Уилкокса и Дэвида Лэнга участвовали в финале атаки Пикетта, но не вполне успешно.

### Глушь и Спотсильвейни
В начале мая 1864 года федеральная армия начала марш в обход позиций Северовирджинской армии, которая стояла на рубеже реки Рапидан. Генерал Ли приказал корпусу Юэлла идти на восток на встречу с противником, а корпусу Хилла было приказано наступать по параллельной дороге. Дивизию Андерсона оставили в укреплениях вдоль реки Рапидан на случай, если противник внезапно атакует с фронта. Позже дивизии было приказано идти на соединение с корпусом. В это время уже шло сражение в Глуши и Андерсон прибыл на второй день сражения, когда Лонгстрит атаковал и опрокинул корпус Хэнкока. Во время этой атаки Лонгстрит был ранен. Андерсон, как старший по званию после Лонгстрита, должен был принять командование корпусом. Так как он только что прибыл на место, то он не знал ни местности, ни расположения частей Первого корпуса, и это привело к тому, что задуманное Лонгстритом наступление сорвалось.
Утром 7 мая Грант начал перемещаться в неизвестном направлении, и генерал Ли решил отправить корпус Лонгстрита к местечку Спотсильвейни. Он спросил офицеров штаба корпуса, кого бы они хотели видеть своим командиром. Офицеры высказались за кандидатуру Андерсона, которого хорошо знали. В итоге днём 7 мая Ли приказал Андерсону возглавить корпус Лонгстрита (дивизии Филда и Кершоу), и утром 8 мая идти к Спотсильвейни. Андерсон, однако, решил не оставаться на ночь в траншеях, среди тел убитых, и отправил корпус к Спотсильвейни вечером 7 мая, рассчитывая по пути найти удобное место для лагеря.
Он неплохо воевал в сражении при Спотсильвейни. Его корпус проделал сложный ночной марш 7 мая и успел занять важную позицию, удерживаемую кавалерией, до подхода федеральных сил.
Этот манёвр не позволил федеральной армии отрезать Ли от Ричмонда. Корпус Андерсона держал весь левый фланг обороны в тяжелых боях 8-12 мая.
В начале июня Андерсон сражался при Колд-Харбор.
После сражение генерал Ли навёл порядок в командной структуре армии и с согласия Конгресса присвоил Андерсону временное звание генерал-лейтенанта, поскольку он фактически командовал I корпусом армии вместо Лонгстрита. Он заслужил это звание своими умелыми и решительными действиями при Спотсильвейни. Ли следил за ним пристальнее, чем за другими корпусными командирами, но Андерсон не демонстрировал явной непригодности. При отсутствии ярких талантов он был как минимум исполнительным. При Колд-Харборе его корпус проявил себя не очень хорошо, но вина за это лежит в основном на генерале Хоке. 

### Осада Питерсберга
Позже участвовал в операциях южнее Петерсберга. 31 мая он был временно назначен генерал-лейтенантом.
Когда 19 октября 1864 года Лонгстрит вернулся в строй, Андерсон снова стал генерал-майором, но возглавил вновь созданный 4-й корпус во время осады Петерсберга и при отступлении к Аппоматоксу в 1865.
При отступлении его корпус оказался в роли арьергарда, подвергался постоянным кавалерийским атакам, двигался медленно, иногда даже останавливался для отражения атак и в итоге оказался оторванным от основных сил, которые ушли дальше на запад. В итоге корпус остановился и 6 апреля вступил в бой при Сайлерс-Крик. В этом бою корпус Андерсона был разбит и обращен в бегство. Остатки корпуса были 8 апреля объединены с 2-м корпусом.
Андерсону нечем было командовать и он отправился домой, в Южную Каролину. Он был арестован 27 сентября 1865 года.

## Послевоенная деятельность
После войны Андерсон стал фермером в Стейтберге и с 1866 по 1868 выращивал хлопок. После ряда неудач он стал служащим Южнокаролинской Железной дороги.
Он умер в Бьюфорте в возрасте 57 лет и похоронен там же на кладбище при епископальной церкви святой Елены.
Впоследствии Моксли Сорелл, штабной офицер Лонгстрита, писал, что Андерсон был несомненно храбрый офицер, однако имел один недостаток: он был очень инертен и несмотря на явные способности, его очень трудно было заставить проявить их.